# Gaston Vuillier
Gaston Vuillier (Perpignan, 7 octobre 1845 - Gimel-les-Cascades, 2 février 1915) est un peintre, artiste dessinateur, voyageur et ethnographe français, qui travailla pour les grandes revues illustrées du XIXe siècle, en particulier Le Tour du monde et Le Monde illustré.

## Biographie
Né à Perpignan le 7 octobre 1845, Gaston Vuillier est le fils naturel d’une jeune servante, Anne Pont et de Paul Vuillier, maître de forge installé à Gincla, dans la vallée de la Boulzane. À l'état civil, il est d'abord déclaré par sa mère sous le nom de Gaston Pont ; son père, du fait de la différence de milieu social qui le sépare de la mère, ne le reconnaît pas, mais consent à l'élever, avant de finalement lui octroyer son nom et sa reconnaissance en 1860, date à laquelle il épouse Anne Pont.
Gaston Vuillier passe son enfance dans les Pyrénées audoises puis devient pensionnaire au lycée de Perpignan. 
En 1878, jeune peintre, il contacte la maison Hachette pour rencontrer Édouard Charton qui l'embauche comme illustrateur dans ses magazines.
À partir de 1892, c’est en Corrèze, à Gimel-les-Cascades, que Vuillier trouve son port d’attache, fasciné par la beauté des paysages de ce lieu. Il lutte farouchement en faveur de la sauvegarde et de la protection du site des cascades.

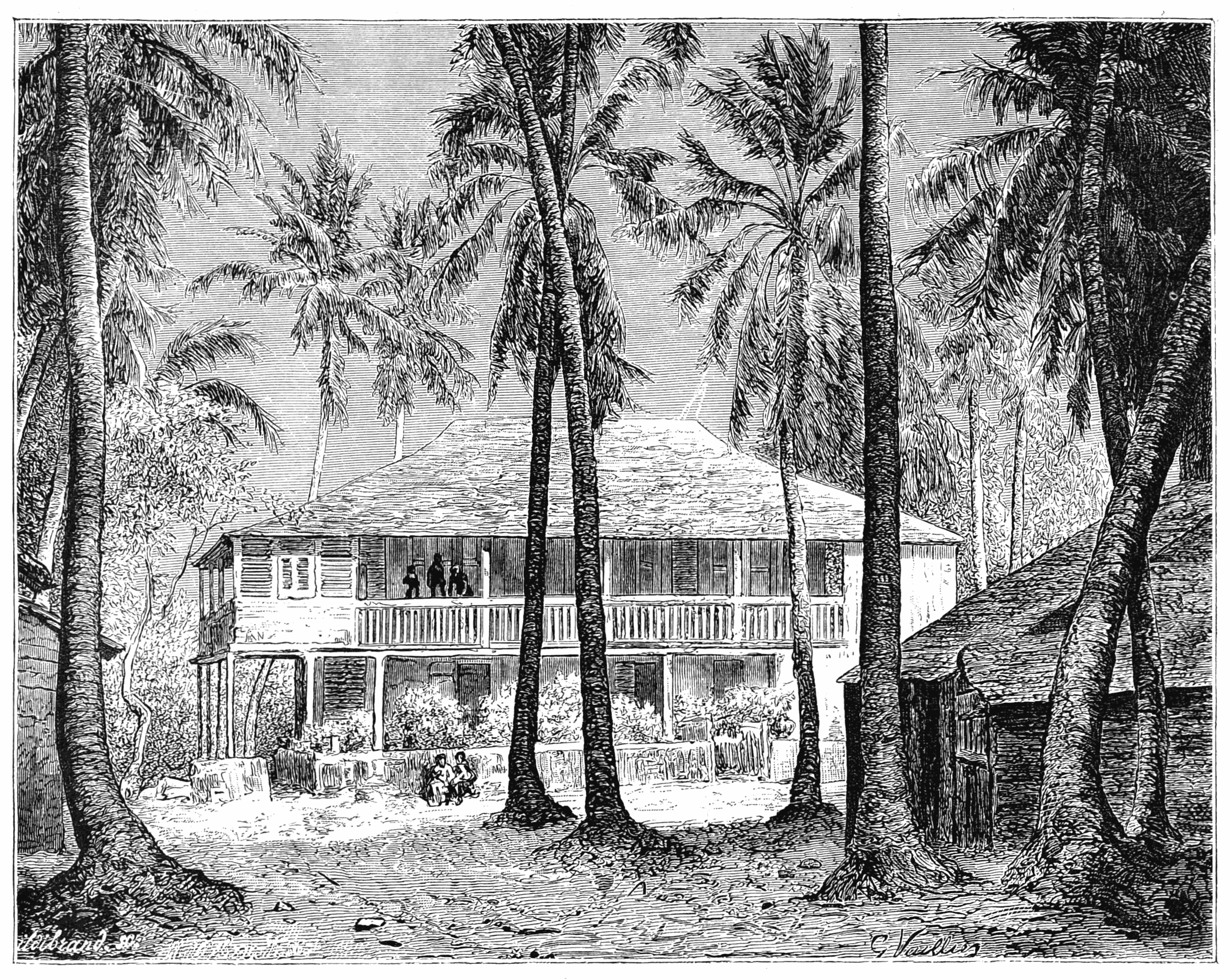
Habitation de plaisance au Port-au-Prince, dessin de G. Vuillier, 1886.

Il peint de célèbres œuvres et des autoportraits tels que Le Vocero, La Sorcière, Le Pavillon, Au bord de l'étang.
Passionné également par les pays méditerranéens, il publia des ouvrages sur la Sicile, la Tunisie, la Corse, la Sardaigne. Il s'attacha particulièrement aux Baléares, et publia en 1888 Voyage aux îles Baléares. Accueilli à plusieurs reprises par l'archiduc Louis-Salvador de Habsbourg-Lorraine dans ses propriétés de Majorque, il éprouva beaucoup de sympathie pour ce mécène, ouvert aux arts et aux sciences.
En 1898, il publie un imposant ouvrage de 390 pages intitulé La Danse (Paris, Hachette), qu'il illustre probablement lui-même.
Il est inhumé à Gimel-les-Cascades.